# María Teresa Rodríguez-Rubio Vázquez

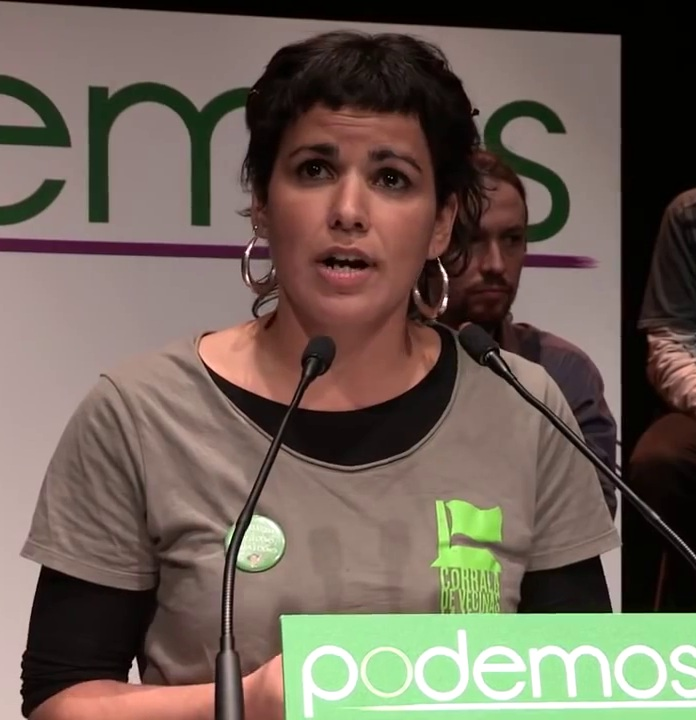
Teresa Rodríguez

María Teresa Rodríguez-Rubio Vázquez, més coneguda com a Teresa Rodríguez, (Rota, 18 de setembre de 1981) és llicenciada en Filologia àrab, professora de secundària i activista política andalusa, diputada per la coalició andalusista d'esquerres Adelante Andalucía en el Parlament d'Andalusia.

## Orígens familiars i adolescència
Els pares de Teresa Rodríguez regentaven una perfumeria a la vila de Rota (Cadis). Molt jove, Teresa Rodríguez començà a militar en el moviment contra la base naval de Rota.

## Període universitari i militància a IU (1998-2008)
Després d'acabar l'Institut, Teresa Rodríguez es va traslladar a Sevilla per estudiar Filologia Àrab. Va ser militant d'Izquierda Unida. Amb 18 anys, el seu nom va figurar en les llistes de IULV-CA a les eleccions al Parlament d'Andalusia de 2000. Membre del corrent intern Espai Alternatiu, va arribar a formar part de la presidència federal d'IU.
Durant aquests anys va impulsar assemblees estudiantils, fonamentalment contra la Llei Orgànica d'Universitats i el Pla Bolonya, i va protestar contra la Constitució Europea (2005). Va ser becària en la Universitat de Cadis. L'octubre de 2008 va abandonar IU, juntament amb la resta de militants d'Espai Alternatiu.

## Esquerra Anticapitalista i treball com a professora (2008-2013)
Després d'abandonar IU, Espai Alternatiu es va transformar en Esquerra Anticapitalista, organització en la qual Teresa Rodríguez ha militat des de llavors. Amb ella, va concórrer a les eleccions al Parlament Europeu de 2009, a les municipals de 2011 per Cadis i a les generals d'Espanya de 2011.
Després d'aprovar les oposicions d'ensenyament secundari en Llengua Castellana fou professora de Llengua i Literatura Castellana a l'Institut Manuel de Falla de Puerto Real fins a 2013. És delegada sindical de la Unió de Sindicats de Treballadors de l'Ensenyament d'Andalusia (USTEA) i va formar part de la Marea Verda en defensa de l'educació pública.

## Eurodiputada i secretària general de Podem a Andalusia (2014-2020)
Després de la creació de Podem a principis de 2014, amb vista a concórrer en les eleccions europees d'aquest any, Teresa Rodríguez va ser escollida número dos de la candidatura en primàries obertes i va resultar elegida diputada del Parlament Europeu juntament amb uns altres quatre candidats d'aquesta formació. Com la resta dels seus companys, va renunciar a cobrar la totalitat del seu sou com a eurodiputat (uns 8.000 euros), quedant-se si escau amb els 1.700 euros que li haguessin correspost pel seu sou de professora i donant la resta al Sindicato Andaluz de Trabajadores o els empleats de Delphi, entre altres causes.
El febrer de 2015 va ser elegida candidata de Podem a la Presidència de la Junta d'Andalusia, amb un 80,86% dels vots, renunciant al seu escó al Parlament Europeu
En les eleccions de març el seu partit va obtenir quinze escons en el Parlament d'Andalusia, i a l'abril Teresa Rodríguez va ser escollida secretària general de Podem a Andalusia mitjançant un procés de primàries obertes, amb prop del 85% dels vots.
El 12 de febrer de 2020 va anunciar, a través d'un vídeo conjunt amb Pablo Iglesias, la seva sortida de Podem per diferències estratègiques, tot i que es mantenia en el seu càrrec fins a l'elecció d'una nova direcció andalusa al maig d'aquest mateix any.

## Líder de la coalició Adelante Andalucía a Andalusia (2018-actualitat)
Des de 2018, Teresa Rodríguez presideix la coalició andalusista d'esquerres Adelante Andalucía.